# Газопровід Русе – Джурджу

Схема маршруту газогону Русе — Джурджу

Русе — Джурджу — газопровід що сполучив газові мережі Болгарії та Румунії на центральній ділянці їх кордону.
З 1970-х років через територію Румунії здійснювався транзит природного газу до Болгарії (трубопровід Ісакча – Негру-Воде). А у 2010-х роках в межах політики Європейського Союзу на усебічну інтеграцію газових ринків запланували створити ще одне з'єднання між газотранспортними системами цих країн, що мало на меті підвищити надійність та якість газопостачання і сприяти розвитку конкуренції. Більше третини вартості об'єкту було профінансовано ЄС.
Протяжність трубопроводу доволі невелика — 25 км, у тому числі 15,5 км по території Румунії та 7,5 км у Болгарії. Ще 2 км припадають на ділянку переходу через Дунай, складні гідрогеологічні умови на якій затягнули спорудження об'єкту. Первісно планувалось введення інтерконектора в дію вже 2014 року, проте воно було суттєво відтерміноване. Втім, у листопаді 2016-го нарешті відбулась церемонія запуску.
Траса трубопроводу проходить від болгарського міста Русе (де він сполучений з відводом від Північного напівкільця) до румунського Джурджу (сюди підходить відвід від газопроводу Хурезань – Бухарест). 
Як і належить інтерконектору, ділянка Русе – Джурджу може працювати у бідирекциональному режимі. Початкова потужність складала 1,5 млрд м³ на маршруті Болгарія-Румунія та 0,5 млрд м³ у зворотньому напрямі. Після добудови наприкінці 2010-х компресорної станції у румунському Подішорі (на трасі згаданої вище системи Хурезань – Бухарест) останній показник повинен був збільшитись до тих же 1,5 млрд м³ на рік.
В майбутньому газовий інтерконектор Болгарія-Румунія може бути розширеним з урахуванням появи в регіоні нових джерел газопостачання. До останніх можливо відрнести Трансанатолійський газогін для транспортування азербайджанського блакитного палива (став до ладу в 2020 році) та плани створення у грецькому Александруполісі на північному узбережжі Егейського моря плавучого регазифікаційного терміналу та спорудження грецько-болгарського інтерконектору Комотіні – Стара-Загора.